# Youcat
YOUCAT heißt der 2011 veröffentlichte Jugend-Katechismus der römisch-katholischen Kirche. Er ist in Frage-Antwort-Form abgefasst. Auf dem Weltjugendtag 2011 wurden im Auftrag des Papstes 700.000 Exemplare in 13 Sprachen verteilt. Der YOUCAT ist mittlerweile in über 70 Sprachen erschienen (Stand 2025).
Der YOUCAT basiert auf dem Katechismus der Katholischen Kirche (1992) und dem Kompendium des Katechismus der Katholischen Kirche (2005). Die deutsche Ausgabe hat 304 Seiten und besteht aus vier Kapiteln mit 527 Fragen und Antworten. Die deutsche Erstausgabe erschien am 25. März 2011 im Münchner Pattloch Verlag. Im Jahr 2014 wurde das Projekt von der YOUCAT Foundation gGmbH übernommen. Alleiniger Gesellschafter der YOUCAT Foundation ist das Internationale Päpstliche Hilfswerk Kirche in Not.
Der YOUCAT findet in der katholischen Jugendarbeit weltweit Verwendung. Aufgrund seiner zugänglichen Sprache, seiner weltweiten Verfügbarkeit und seiner jugendgerechten Gestaltung hat er sich weltweit als eines der erfolgreichsten Medien der Neuevangelisierung etabliert, was von der Bischofssynode für die Neuevangelisierung (Prop. 51) ausdrücklich gewürdigt wurde.

## Aufbau und Gestaltung
Inhaltlich ist der Jugendkatechismus in vier Abschnitte gegliedert: Glaube, Sakramente, christliches Leben und Gebet. Er folgt so in der Aufteilung dem Kompendium des Katechismus und dem Katechismus der Katholischen Kirche.
Das Vorwort stammt von Papst Benedikt XVI., der darin die Adressaten mit „Liebe junge Freunde“ anredet. Er schrieb: „Ihr müßt wissen, was Ihr glaubt. Ihr müßt Euren Glauben so präzise kennen wie ein IT-Spezialist das Betriebssystem eines Computers. Ihr müßt ihn verstehen wie ein guter Musiker sein Stück. Ja, Ihr müßt im Glauben noch viel tiefer verwurzelt sein als die Generation Eurer Eltern, um den Herausforderungen und Versuchungen dieser Zeit mit Kraft und Entschiedenheit entgegentreten zu können.“
Der Text wird ergänzt durch Zitate aus der Bibel, von Heiligen und bekannten Autoren sowie durch Erklärungen und Verweise. Die Ergänzungen sind in den Randspalten angeordnet und sollen dem Verständnis der Glaubensaussagen dienen. Illustriert ist der Youcat durch Werke der christlichen Ikonographie, Fotografien und Strichmännchen, die am rechten Rand auch in der Art eines Daumenkinos betrachtet werden können.

## Ausgaben
Neben Deutsch erschien der Youcat zunächst in vierzehn weiteren Sprachen: Englisch, Französisch, Dänisch, Italienisch, Kroatisch, Niederländisch, Polnisch, Spanisch, Slowakisch, Slowenisch, Armenisch, Ukrainisch, Russisch, Indonesisch. Danach wurden auch Ausgaben in Malayalam, das in Teilen Indiens gesprochen wird, Koreanisch und Arabisch sowie später auch Chinesisch und Japanisch herausgegeben. Im Jahr 2017 lag der Youcat bereits in 72 Sprachen vor.
In Deutschland erscheint das Werk, das weltweit über fünf Millionen Mal verkauft wurde, gegenwärtig in der 12., nach dem Papstwechsel leicht aktualisierten Auflage. Diese 2015 erschienene Ausgabe des Jugendkatechismus wurde um einige Texte und Bilder von Papst Franziskus ergänzt.

## Marke und Logo
YOUCAT ist eine international geschützte Wort- und Bildmarke. Das Logo des YOUCAT besteht aus christlichen Symbolen, die in Form eines Y angeordnet sind. Das Y steht für das englische Wort Youth, zu deutsch „Jugend“ – die Zielgruppe des YOUCAT.

## YOUCAT-Reihe
Inzwischen sind in der Reihe Youcat einige weitere, ähnlich oder ergänzend konzipierte religionspädagogische Schriften und Lehrwerke herausgebracht worden. Die Bücher erscheinen äußerlich in der gleichen Aufmachung und sind ebenfalls mit dem charakteristischen „Y“ gekennzeichnet, unterscheiden sich aber meist durch eine vom Papstgelb des Hauptwerks abweichende Einbandfarbe:
- Georg von Lengerke, Dörte Schrömges (Hrsg.): YOUCAT Jugendgebetbuch, Königstein 2014. ISBN 978-3-945148-09-9.
- Norbert Fink (Hrsg.): YOUCAT Jugendkalender 2013, Augsburg 2012. ISBN 978-3-86744-206-0.
- Bernhard Meuser, Nils Baer: YOUCAT Firmbuch, Königstein 2014. ISBN 978-3-945148-01-3.
- Nils Baer (Hrsg.): Der YOUCAT Firmkurs. Begleitbuch, Königstein 2014. ISBN 978-3-945148-02-0.
- Österreichische Bischofskonferenz (Hrsg.): DOCAT Was tun? Die Soziallehre der Kirche. Youcat Foundation, Königstein 2016, ISBN 978-3-945148-06-8.
- Klaus Dick, Rudolf Gehrig, Bernhard Meuser, Andreas Süß: YOUCAT Update! Beichten!, Königstein 2014, ISBN 978-3-945148-04-4
- YOUCAT Bibel. Die Jugendbibel der Katholischen Kirche, Mit einem Vorwort von Papst Franziskus. YOUCAT Foundation, 2017, ISBN 978-3-945148-20-4
- YOUCAT for Kids. Katholischer Katechismus für Kinder und Eltern, Mit einem Vorwort von Papst Franziskus. YOUCAT Foundation, 2018, ISBN 978-3-945148-11-2
- 365x YOUCAT Tag für Tag, immerwährender Aufstellkalender, YOUCAT Foundation, Königstein 2016, ISBN 978-3-945148-13-6

## Auszeichnungen
Die YOUCAT Bibel wurde 2016 mit dem Red Dot Design Award ausgezeichnet.